# Tomas Ledin

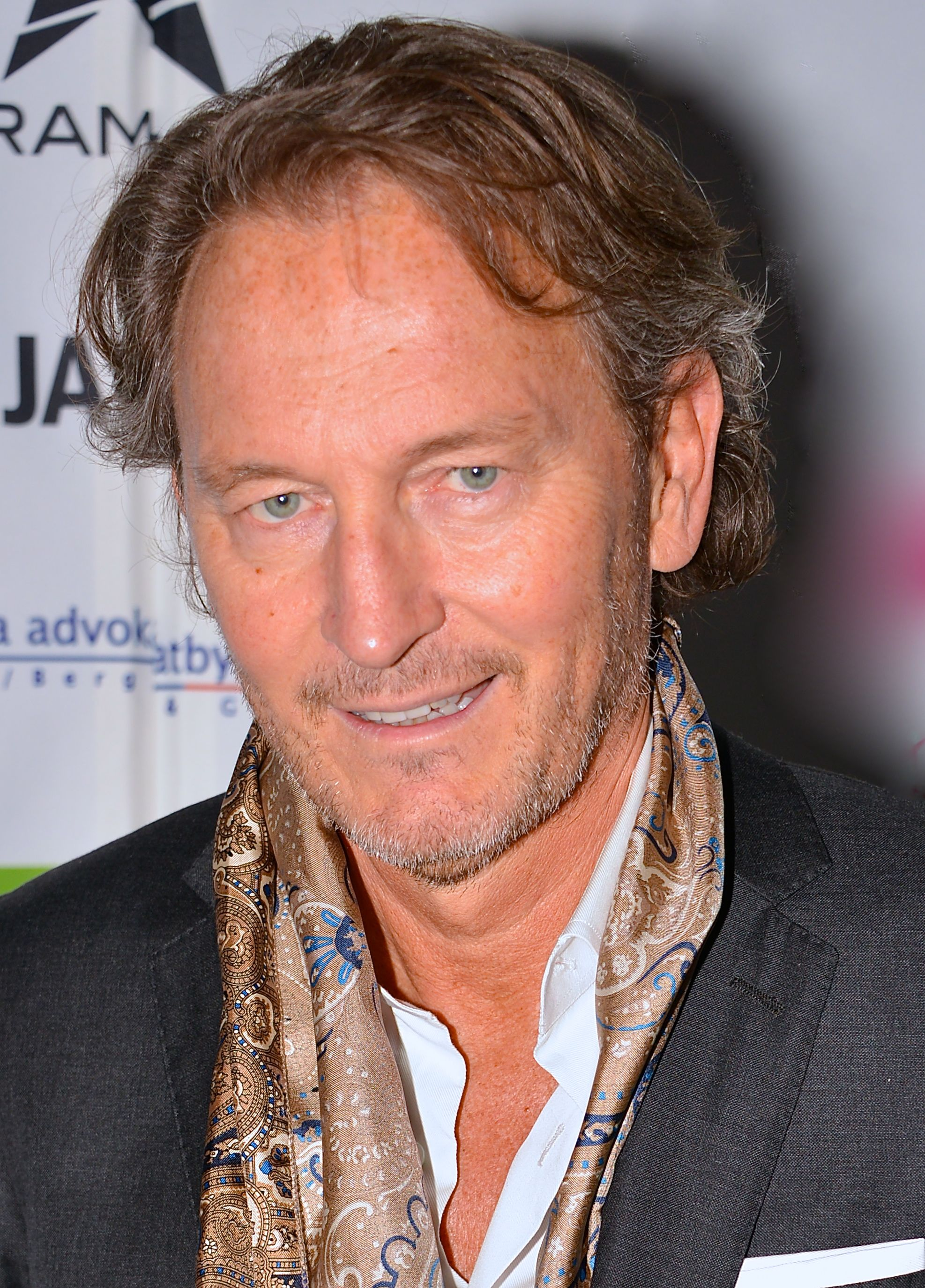
Tomas Ledin (2013)

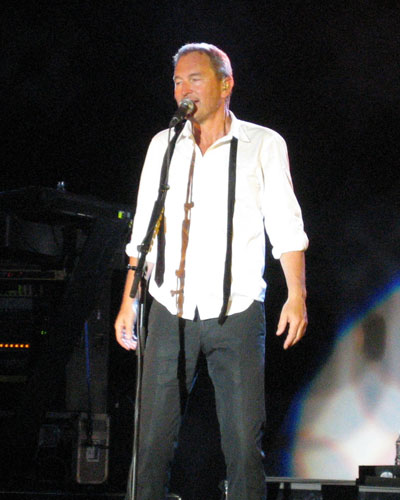
Tomas Ledin (2006)

Tomas Ledin (* 25. Februar 1952 in Rätan, Jämtlands län) ist ein schwedischer Sänger, Komponist, Liedtexter, Gitarrist und Musikproduzent.

## Karriere
Ledin wuchs im schwedischen Sandviken auf. Seine Gesangskarriere startete er in den 1970er Jahren und hatte einige Erfolge in den schwedischen und skandinavischen Charts. 1979 wechselte er zur schwedischen Schallplattenfirma Polar Music, für die er neben seiner Gesangstätigkeit dann auch als Komponist und Produzent tätig war. Hier sang er unter anderem auch gemeinsam mit der früheren ABBA-Sängerin Agnetha Fältskog 1982 das Duett Never Again. Das Lied erreichte Platz zwei der schwedischen Single-Charts. Darüber hinaus war der Titel auch in Deutschland, den Niederlanden, Norwegen und Belgien ein Erfolg. 1982 haben Lucy & Dan eine deutschsprachige Coverversion eingesungen.
Davor war Ledin auch Background-Sänger bei den Konzerten der letzten ABBA-Tournee 1979/80 durch Europa, Nordamerika und Japan. 1980 trat er für Schweden beim Eurovisie Songfestival in den Niederlanden mit dem Titel Just nu! an und landete damit auf Platz 10 der Wertung. Das Lied war in Schweden sein größter Erfolg und einziger Nummer-eins-Hit. Insgesamt hatte Ledin zwischen 1977 und 2006 fast ein dutzend Top-10-Hits in Schweden.
1982 schrieb er den Song I Got Something für Anni-Frid Lyngstads erstes englischsprachiges Album Something’s Going On. Nur ein Jahr später beteiligte er sich auch an Agnetha Fältskogs erstem internationalen Solo-Album Wrap Your Arms Around Me mit der Komposition Take Good Care of Your Children.
Er ist seit dem 22. Mai 1983 mit Marie Anderson, der Tochter von Stig Anderson verheiratet. Aus der Ehe gingen zwei Söhne hervor.

## Diskografie

### Studioalben
| Jahr | Titel                              | Höchstplatzierung, Gesamtwochen, AuszeichnungChartsChartplatzierungen (Jahr, Titel, Platzierungen, Wochen, Auszeichnungen, Anmerkungen) | Anmerkungen                                                   |
| Jahr | Titel                              | SE | Anmerkungen                                                   |
| ---- | ---------------------------------- | --- | ------------------------------------------------------------- |
| 1977 | Tomas Ledin                        | SE7 (12 Wo.)SE |                                                               |
| 1978 | Fasten Seatbelts                   | SE8 (10 Wo.)SE |                                                               |
| 1979 | Ut på stan                         | SE9 (7 Wo.)SE |                                                               |
| 1980 | Lookin’ for a Good Time            | SE14 (7 Wo.)SE |                                                               |
| 1982 | Gränslös                           | SE11 (12 Wo.)SE |                                                               |
| 1982 | The Human Touch                    | SE15 (7 Wo.)SE |                                                               |
| 1983 | Captured                           | SE8 (6 Wo.)SE |                                                               |
| 1988 | Down on the Pleasure Avenue        | SE19 (4 Wo.)SE |                                                               |
| 1990 | Tillfälligheternas spel            | SE1 ×2Doppelplatin · (22 Wo.)SE |                                                               |
| 1993 | Du kan lita på mig                 | SE1 Platin · (11 Wo.)SE |                                                               |
| 1996 | T                                  | SE1 Platin · (19 Wo.)SE |                                                               |
| 2000 | Djävulen & ängeln                  | SE2 Platin · (14 Wo.)SE |                                                               |
| 2002 | Hela vägen                         | SE2 Platin · (17 Wo.)SE | Erstveröffentlichung: 1. Juli 2002                            |
| 2004 | Med vidöppna fönster               | SE2 (9 Wo.)SE | Erstveröffentlichung: 3. März 2004                            |
| 2006 | Plektrum                           | SE1 Gold · (13 Wo.)SE | Erstveröffentlichung: 15. Juni 2006                           |
| 2009 | 500 dagar om året                  | SE2 Platin · (15 Wo.)SE | Erstveröffentlichung: 10. Juni 2009                           |
| 2012 | Restless Mind                      | SE11 (1 Wo.)SE | Bonusversion; Wiederveröffentlichung des Debütalbums von 1971 |
| 2013 | Höga kusten                        | SE1 Gold · (24 Wo.)SE | Erstveröffentlichung: 25. Oktober 2013                        |
| 2017 | Inte ett moln så långt ögat kan nå | SE10 (1 Wo.)SE |                                                               |

Weitere Studioalben
- 1971: Restless Mind
- 1973: Hjärtats rytm
- 1975: Knivhuggarrock
- 1976: Natten är ung

### Livealben
| Jahr | Titel                   | Höchstplatzierung, Gesamtwochen, AuszeichnungChartsChartplatzierungen (Jahr, Titel, Platzierungen, Wochen, Auszeichnungen, Anmerkungen) | Anmerkungen |
| Jahr | Titel                   | SE | Anmerkungen |
| ---- | ----------------------- | --- | ----------- |
| 1978 | Tagen på bar gärning    | SE26 (3 Wo.)SE |             |
| 1985 | En galen kväll          | SE16 (5 Wo.)SE |             |
| 2003 | I sommarnattens ljus    | SE3 Gold · (14 Wo.)SE |             |
| 2015 | Livs levande Ledin 2015 | SE52 (1 Wo.)SE |             |

### Kompilationen
| Jahr | Titel                                           | Höchstplatzierung, Gesamtwochen, AuszeichnungChartsChartplatzierungen (Jahr, Titel, Platzierungen, Wochen, Auszeichnungen, Anmerkungen) | Anmerkungen                         |
| Jahr | Titel                                           | SE | Anmerkungen                         |
| ---- | ----------------------------------------------- | --- | ----------------------------------- |
| 1990 | Ett samlingsalbum 1990                          | SE4 ×2Doppelplatin · (23 Wo.)SE | Erstveröffentlichung: Juni 1990     |
| 1997 | Sånger att älska till 1972-1997                 | SE7 Platin · (17 Wo.)SE |                                     |
| 2001 | Festen har börjat – ett samlingsalbum 1972-2001 | SE1 ×3Dreifachplatin · (38 Wo.)SE |                                     |
| 2012 | 40 år 40 hits: Ett samlingsalbum 1972-2012      | SE1 Platin · (62 Wo.)SE | Erstveröffentlichung: 19. Juni 2012 |
| 2014 | Spår - 133 sånger 1964-2014                     | SE8 (1 Wo.)SE |                                     |
| 2022 | 50 år som sångskrivare & scenartist             | SE22 (1 Wo.)SE |                                     |

Weitere Kompilationen
- 1977: 71 – 73
- 2000: Vuodet 1972–2000 (nur in Finnland veröffentlicht)

### EPs
- 2011: Tolkningarna

### Singles
| Jahr | Titel Album                                                   | Höchstplatzierung, Gesamtwochen, AuszeichnungChartsChartplatzierungen (Jahr, Titel, Album, Platzierungen, Wochen, Auszeichnungen, Anmerkungen) | Anmerkungen                                               |
| Jahr | Titel Album                                                   | SE | Anmerkungen                                               |
| ---- | ------------------------------------------------------------- | --- | --------------------------------------------------------- |
| 1977 | Minns du Hollywood Tomas Ledin                                | SE3 (7 Wo.)SE |                                                           |
| 1979 | Det ligger i luften Ut på stan                                | SE20 (1 Wo.)SE |                                                           |
| 1979 | Not Bad At All Lookin’ for a Good Time                        | SE10 (7 Wo.)SE |                                                           |
| 1980 | Just nu! Lookin’ for a Good Time                              | SE1 (8 Wo.)SE |                                                           |
| 1980 | Open Up Lookin’ for a Good Time                               | SE11 (1 Wo.)SE |                                                           |
| 1981 | Sensuella Isabella –                                          | SE4 (9 Wo.)SE |                                                           |
| 1982 | Kärleken är som en studsande boll Gränslös                    | SE15 (3 Wo.)SE |                                                           |
| 1982 | Sommaren är kort Gränslös                                     | SE7 (11 Wo.)SE |                                                           |
| 1982 | Never Again The Human Touch                                   | SE2 (8 Wo.)SE | Erstveröffentlichung: September 1982 mit Agnetha Fältskog |
| 1983 | What Are You Doing Tonight? Captured                          | SE8 (7 Wo.)SE | Erstveröffentlichung: April 1983                          |
| 1983 | Det finns inget finare än kärleken Captured                   | SE20 (2 Wo.)SE | Erstveröffentlichung: Mai 1983                            |
| 1985 | Svenska flickor En galen kväll                                | SE18 (2 Wo.)SE |                                                           |
| 1990 | En samlingsmix Ett samlingsalbum                              | SE6 (7 Wo.)SE |                                                           |
| 1990 | En del av mitt hjärta Tillfälligheternas spel                 | SE2 Gold · (6 Wo.)SE |                                                           |
| 1990 | Hon gör allt för att göra mig lycklig Tillfälligheternas spel | SE7 (3 Wo.)SE |                                                           |
| 1991 | En dag på stranden Tillfälligheternas spel                    | SE20 (3 Wo.)SE |                                                           |
| 1993 | Släpp hästarna fria Du kan lita på mig                        | SE20 (3 Wo.)SE |                                                           |
| 1996 | Lika hopplöst förälskad T                                     | SE12 (11 Wo.)SE |                                                           |
| 2000 | Hopp (om en ljusare värld) Djävulen och ängeln                | SE25 (3 Wo.)SE |                                                           |
| 2003 | En man som älskar I sommarnattens ljus                        | SE25 (9 Wo.)SE |                                                           |
| 2006 | Gilla läget Plektrum                                          | SE14 (17 Wo.)SE |                                                           |
| 2006 | Vi är på gång – VM 2006 Plektrum                              | SE5 ×4Vierfachplatin · (7 Wo.)SE | Erstveröffentlichung: 17. Mai 2006                        |
| 2009 | Håll ut 500 dagar om året                                     | SE42 (3 Wo.)SE |                                                           |
| 2009 | 500 dagar om året                                             | SE16 (1 Wo.)SE |                                                           |

Weitere Singles
- 1972: Då ska jag spela
- 1972: I’ve Been Waiting For The Summer
- 1972: Lay Me Your Body Down
- 1973: Blå blå känslor
- 1975: Knivhuggarrock
- 1975: Kom tillbaka
- 1976: Watching The People
- 1978: På vingar av stål
- 1979: En gång till
- 1980: Right Now!
- 1980: The Sun’s Shinin’ In The Middle Of The Night
- 1981: A Little Love
- 1982: Du tänder mej
- 1983: I Love You
- 1984: Don’t Touch That Dial
- 1984: Everybody Wants To Hear It
- 1988: Crazy About You
- 1988: Who’s That Lucky Guy
- 1988: Another Summernight
- 1989: Keep Your Eyes Open
- 1991: Här kommer den nya tiden
- 1991: Snart tystnar musiken
- 1993: Du kan lita på mig
- 1993: Nyckeln till dig
- 1993: En vind av längtan
- 1997: Varje steg för oss närmare varann
- 1997: För dina ögon skull
- 1997: Håll om mig en sista gång
- 2001: Du om någon borde veta
- 2001: Hon brukar vänta på bussen
- 2001: Det blir inte alltid som man tänkt sig
- 2002: En lång väg tillsammans
- 2002: Helt galen i dig
- 2003: Lova mig att du är där
- 2004: (Vad gör du med mig) Louise
- 2004: Vem kunde ana
- 2006: Jag kanske inte säger det så ofta
- 2006: Änglar i snön
- 2010: Kanske kvällens sista dans
- 2011: Vem tänder stjärnorna
- 2011: Gott folk
- 2011: Dansa i neon
- 2011: Set The World On Fire
- 2011: Bjurö klubb
- 2011: Den jag kunde va (Till Björn Afzelius)
- 2012: Too Many Days (Version 1972-2012)
- 2012: As One (mit Eagle-Eye Cherry)
- 2013: Hammarn unner bönninga
- 2014: Ljuvliga minnen
- 2015: Livs levande

## Videoalben
- 2003: Just då! (SE: ×2Doppelplatin )